# Mistrzostwa Świata w Lekkoatletyce 2013 – chód na 50 km mężczyzn
Chód na 50 kilometrów mężczyzn – jedna z konkurencji rozegranych podczas lekkoatletycznych mistrzostw świata na Łużnikach w Moskwie.
Obrońca tytułu mistrzowskiego z 2011 roku – Rosjanin Siergiej Bakulin nie wziął udziału w zawodach.

## Terminarz
| Data        | Godzina |       |
| ----------- | ------- | ----- |
| 14 sierpnia | 8:30    | Finał |

## Rekordy
Tabela prezentuje rekord świata, rekordy poszczególnych kontynentów, mistrzostw świata, a także najlepszy rezultat na świecie w sezonie 2013 przed rozpoczęciem mistrzostw.
|                            | Zawodnik            | Wynik   | Miejsce        | Data                      |
| -------------------------- | ------------------- | ------- | -------------- | ------------------------- |
| Rekord świata              | Dienis Niżegorodow  | 3:34:14 | Czeboksary     | 11 maja 2008(dts)         |
| Listy światowe             | Yohann Diniz        | 3:41:07 | Dudince        | 19 maja 2013(dts)         |
| Rekord mistrzostw świata   | Robert Korzeniowski | 3:36:03 | Saint-Denis    | 27 sierpnia 2003(dts)     |
| Rekord Afryki              | Marc Mundell        | 3:55:32 | Londyn         | 11 sierpnia 2012(dts)     |
| Rekord Azji                | Yu Chaohong         | 3:36:06 | Nankin         | 22 października 2005(dts) |
| Rekord Ameryki Północnej   | Erick Barrondo      | 3:41:09 | Dudince        | 23 marca 2013(dts)        |
| Rekord Ameryki Południowej | Andrés Chocho       | 3:49:26 | Valley Cottage | 28 października 2012(dts) |
| Rekord Europy              | Dienis Niżegorodow  | 3:34:14 | Czeboksary     | 11 maja 2008(dts)         |
| Rekord Australii i Oceanii | Nathan Deakes       | 3:35:47 | Geelong        | 2 grudnia 2006(dts)       |

## Minima kwalifikacyjne
Aby zakwalifikować się do mistrzostw, należało wypełnić minimum kwalifikacyjne. Każdy komitet narodowy mógł zgłosić maksymalnie trzech zawodników do startu w tej konkurencji. Jeden z nich mógł mieć spełnione minimum B, pozostali musieli wypełnić warunek A.
| Minimum A | Minimum B |
| --------- | --------- |
| 4:02:00   | 4:66:00   |

## Rezultaty

### Finał
| Poz. | Zawodnik                 | Reprezentacja            | Czas    | Uwagi |
| ---- | ------------------------ | ------------------------ | ------- | ----- |
| 01 ! | Robert Heffernan         | Irlandia                 | 3:37:56 | WL    |
| 02 ! | Michaił Ryżow            | Rosja                    | 3:38:58 | PB    |
| 03 ! | Jared Tallent            | Australia                | 3:40:03 | SB    |
| 4.   | Ihor Hławan              | Ukraina                  | 3:40:39 | NR    |
| 5.   | Matej Tóth               | Słowacja                 | 3:41:07 | SB    |
| 6.   | Grzegorz Sudoł           | Polska                   | 3:41:20 | PB    |
| 7.   | Iwan Noskow              | Rosja                    | 3:41:36 | PB    |
| 8.   | Łukasz Nowak             | Polska                   | 3:43:38 | SB    |
| 9.   | Takayuki Tanii           | Japonia                  | 3:44:26 |       |
| 10.  | Yohann Diniz             | Francja                  | 3:45:18 |       |
| 11.  | Hirooki Arai             | Japonia                  | 3:45:56 | PB    |
| 12.  | Jesús Ángel García       | Hiszpania                | 3:46:44 | SB    |
| 13.  | Serhij Budza             | Ukraina                  | 3:47:36 | PB    |
| 14.  | Iwan Trocki              | Białoruś                 | 3:47:52 | SB    |
| 15.  | Marco De Luca            | Włochy                   | 3:48:05 | SB    |
| 16.  | Chris Erickson           | Australia                | 3:49:41 | PB    |
| 17.  | Quentin Rew              | Nowa Zelandia            | 3:50:27 | PB    |
| 18.  | Claudio Villaneuva       | Hiszpania                | 3:50:29 | PB    |
| 19.  | Omar Zepeda              | Meksyk                   | 3:50:43 | SB    |
| 20.  | Jarkko Kinnunen          | Finlandia                | 3:50:56 | SB    |
| 21.  | Adrian Błocki            | Polska                   | 3:51:00 |       |
| 22.  | Ato Ibáñez               | Szwecja                  | 3:53:38 | PB    |
| 23.  | Kōichirō Morioka         | Japonia                  | 3:53:54 |       |
| 24.  | Jean-Jacques Nkouloukidi | Włochy                   | 3:54:00 | SB    |
| 25.  | Brendan Boyce            | Irlandia                 | 3:54:24 | PB    |
| 26.  | Li Jianbo                | Chińska Republika Ludowa | 3:56:13 |       |
| 27.  | Jonnathan Caceres        | Ekwador                  | 3:56:58 | PB    |
| 28.  | Pedro Isidro             | Portugalia               | 3:57:30 |       |
| 29.  | Dušan Majdan             | Słowacja                 | 3:57:50 | PB    |
| 30.  | Xu Faguang               | Chińska Republika Ludowa | 3:57:54 | SB    |
| 31.  | Marc Mundell             | Południowa Afryka        | 3:57:55 | SB    |
| 32.  | Horacio Nava             | Meksyk                   | 3:58:09 | SB    |
| 33.  | Basanta Bahadur Rana     | Indie                    | 3:58:20 | SB    |
| 34.  | José Ignacio Díaz        | Hiszpania                | 3:58:26 |       |
| 35.  | Omar Segura              | Meksyk                   | 3:58:34 |       |
| 36.  | Evan Dunfee              | Kanada                   | 3:59:28 | PB    |
| 37.  | Oh Se-han                | Korea Południowa         | 4:01:00 |       |
| 38.  | Tadas Šuškevičius        | Litwa                    | 4:01:29 |       |
| 39.  | Andreas Gustafsson       | Szwecja                  | 4:01:40 | SB    |
| 40.  | Marius Cocioran          | Rumunia                  | 4:04:23 | SB    |
| 41.  | Veli-Matti Partanen      | Finlandia                | 4:04:59 | SB    |
| 42.  | Teodorico Caporaso       | Włochy                   | 4:05:25 |       |
| 43.  | Mário dos Santos         | Brazylia                 | 4:06:12 | SB    |
| 44.  | Xavier Moreno            | Ekwador                  | 4:07:29 | SB    |
| 45.  | Sándor Rácz              | Węgry                    | 4:12:18 |       |
| 46.  | John Nunn                | Stany Zjednoczone        | 4:34:55 |       |
| 47 ! | Edward Araya             | Chile                    | DSQ     |       |
| 47 ! | Andrés Chocho            | Ekwador                  | DSQ     |       |
| 47 ! | Iwan Banzeruk            | Ukraina                  | DSQ     |       |
| 47 ! | Kim Jung-hyun            | Korea Południowa         | DSQ     |       |
| 47 ! | Håvard Haukenes          | Norwegia                 | DSQ     |       |
| 47 ! | Ian Rayson               | Australia                | DSQ     |       |
| 47 ! | Émerson Hernández        | Salwador                 | DSQ     |       |
| 47 ! | Sandeep Kumar            | Indie                    | DSQ     |       |
| 48 ! | Fredy Hernández          | Kolumbia                 | DNF     |       |
| 48 ! | Maciej Rosiewicz         | Gruzja                   | DNF     |       |
| 48 ! | Erik Tysse               | Norwegia                 | DNF     |       |
| 48 ! | Predrag Filipović        | Serbia                   | DNF     |       |
| 48 ! | Si Tianfeng              | Chińska Republika Ludowa | DNF     |       |
| 48 ! | Yerenman Salazar         | Wenezuela                | DNF     |       |
| 49 ! | Aleksandros Papamichail  | Grecja                   | DNS     |       |